# 2-я Ямская улица
Втора́я Ямска́я у́лица (часть улицы раньше — Ямской проезд) — улица в Северо-Восточном административном округе города Москвы на территории района Марьина Роща. Улица начинается от улицы Сущёвский Вал и идёт до 1-й Ямской улицы.

## Происхождение названия
Название XIX века относится к Переяславской ямской слободе, располагавшейся на месте нынешней улицы.

## Транспорт
- Автобус 84 от станции метро «Савёловская»
- Автобус 12 от станции метро «Тимирязевская»